# جمعية كشافة الرأس الأخضر
جمعية كشافة الرأس الأخضر هي المنظمة الكشفية الوطنية في الرأس الأخضر، تأسست في عام 1990، وأصبحت عضوا في المنظمة العالمية للحركة الكشفية في عام 2002. وجمعية كشافة الرأس الأخضر لديها 733 عضو اعتبارا من عام 2004.

## روابط خارجية
- الموقع الرسمي نسخة محفوظة 22 أكتوبر 2008 على موقع واي باك مشين.